# هالوك أزغب
هالوك أزغب أو جَعْفِيل أزغب هي نوع من الأعشاب الحولية من جنس هالوك في فصيلة هالوكية. لديهم شكل نمو ذاتي الدعم. يمكن للأفراد النمو إلى 0.17 م. سوقها زباء فردية عفية متوسطة القد، حراشفها صغيرة لسنة زغبية. أزهاره خملية لونها إلى الصفار الودري تعلو مُشْحَة بنفسجية. يركب بعض النباتات البرية والتزينية. أضراره قليلة.